# Chênex
Chênex är en kommun i departementet Haute-Savoie i regionen Auvergne-Rhône-Alpes i sydöstra Frankrike. Kommunen ligger i kantonen Saint-Julien-en-Genevois som tillhör arrondissementet Saint-Julien-en-Genevois. År 2022 hade Chênex 790 invånare.

## Befolkningsutveckling
Antalet invånare i kommunen Chênex
| Referens: INSEE |